# سهله (روستا)
 سهله  به عربی ( الَسهلة )، روستایی است در دهستان مُسْتبا از توابع استان حَجّه در کشور یمن در شبه جزیره عربستان.

## جمعیت
جمعیت آن ( ۴۰) نفر (۴ خانوار) می‌باشد.